# Asociația Națională a Surzilor din România
Asociația Națională a Surzilor din România (ANSR) este o organizație nonguvernamentală, independentă, non-profit, necondiționată politic și religios, cu personalitate juridică, de utilitate publica, care apară și promovează drepturile persoanelor cu deficiență de auz (surzi, surdo-muți, hipoacuzici) pentru incluziunea socială și egalizarea șanselor.
Primește sprijin în susținerea activităților specifice din partea autorităților centrale și locale, precum și de la persoane fizice și juridice.
În decembrie 2018, în România existau 23.564 de persoane surde (21.733 adulți și 1.831 copii). A.N.S.R. îi cuprinde în evidența ei pe majoritatea acestora ca membri.

## Istoria
Prima grupă a persoanelor cu handicap auditiv din România fost înființată pe 9 noiembrie 1919 sub patronajul Reginei Maria prin asocierea voluntară a unui grup de surzi și s-a numit „Asociația Amicală a Surdo-Muților din România”. Primul Președinte a fost Alexandru Clarnet, iar din comitetul de conducere a făcut parte și prințul Henry Ghica, fiul surd al domnitorului Constantin Ghica. Actul de constituire a fost autentificat la Tribunalul Ilfov, având numărul 328 din 5 ianuarie 1920.
Până în anul 1953, când s-a reconstituit „Asociația Surdo-Muților din Republica Populară Română” pe baza fondurilor alocate de către stat, asociațiile amicale ale surdo-muților funcționau pe criterii mai mult filantropice, surzii se întâlneau la cluburi conduse de comitete liber alese, își acordau reciproc ajutoare materiale, se sprijineau în găsirea unui loc de muncă și desfășurau diverse activități culturale, sociale și sportive.
După această dată, asociația s-a reorganizat, a primit buget de la stat și a putut angaja personal salariat, diversificându-și activitatea. În prezent, asociația are un număr considerabil de membri în cele 34 filiale și 5 sucursale ale sale precum și joacă un rol important în societatea românească prin apărarea și promovarea drepturilor persoanelor cu handicap.

## Activități
Activitățile asociației includ:
- asistarea metodologică, coordonarea și susținerea activităților cluburilor membre subordonate de pe întreg teritoriul țării;
- susținerea fondării de noi grupe și promovarea cooperării între cluburi;
- luarea de inițiative și aprobarea unor propuneri cu scopul de a îmbunătăți statutul surzilor și distribuirea de materiale privind problematica statutului;
- promovarea activităților cultural-educative ale surzilor și promovarea accesului acestora la serviciile publice ale comunității;
- organizarea de cursuri, seminarii și activități de formare în diferite domenii de interes pentru surzi și auzitori;
- asigurarea de servicii pentru persoane cu nevoi speciale (copii, tineri, bătrâni și adulți) care nu cunosc limbajul mimico-gestual;
- promovarea integrării sociale a surzilor și informarea concretă și corectă a societății civile asupra nevoilor specifice persoanelor cu handicap auditiv;
- cooperarea pe plan național și internațional cu organizații ale surzilor, hipoacuzicilor și altor grupuri de persoane cu handicap, precum și cu autoritățile naționale și internaționale.

Activitățile asociației privesc, de asemenea, și persoanele surde cu handicapuri multiple.

## Structura organizatorică

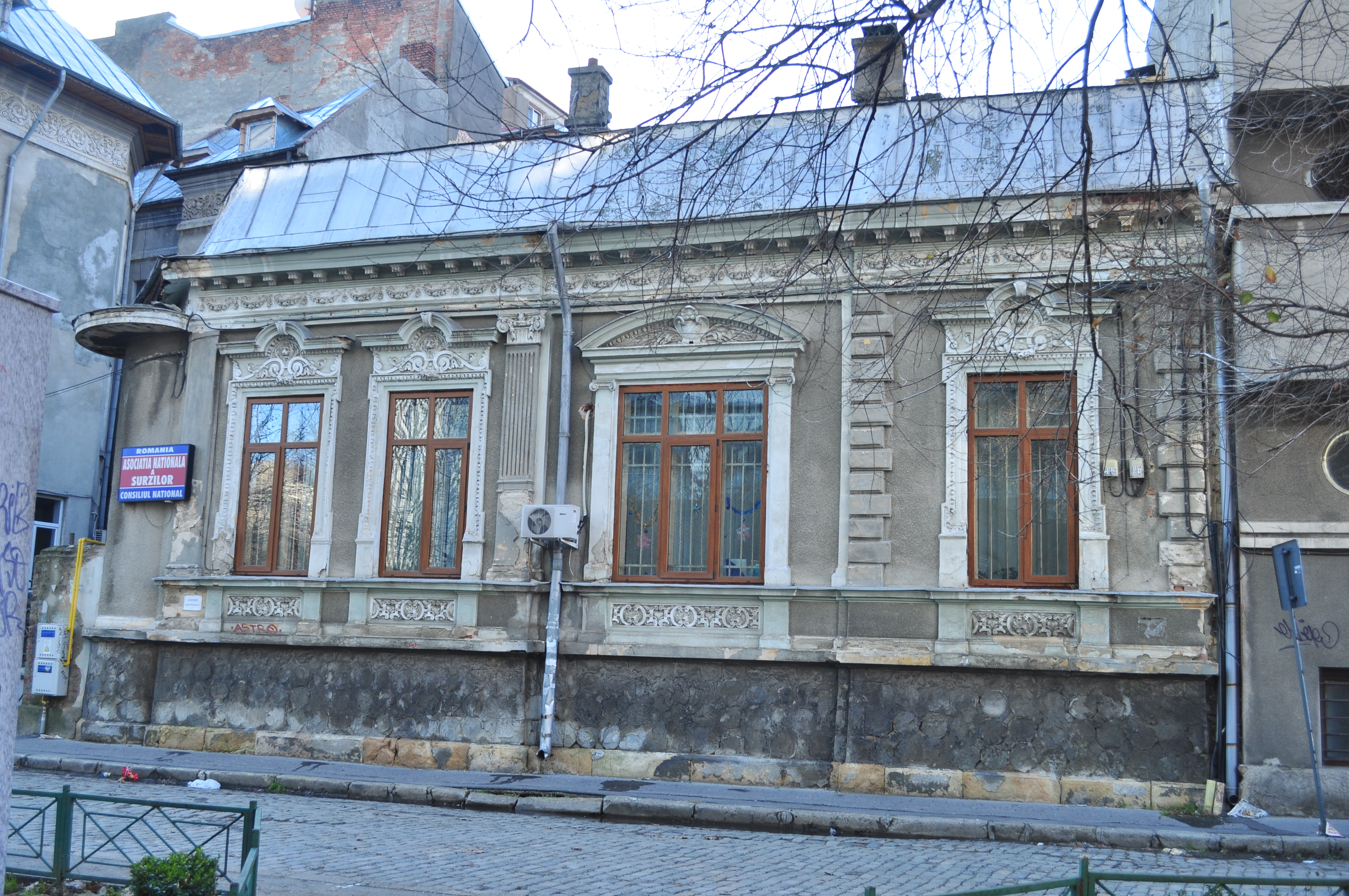
A.N.S.R. București

A.N.S.R. este organizată și funcționează pe principiul teritorial administrativ, având 37 filiale județene și 13 sucursale.

### Filiale
1. A.N.S.R. – Filiala Alba
2. A.N.S.R. – Filiala Arad
3. A.N.S.R. – Filiala Bacău
4. A.N.S.R. –  Filiala Bistrița
5. A.N.S.R. –  Filiala Bihor
6. A.N.S.R. –  Filiala Botoșani
7. A.N.S.R. –  Filiala Brăila
8. A.N.S.R. –  Filiala Brașov
9. A.N.S.R. –  Filiala București
10. A.N.S.R. –  Filiala Buzău
11. A.N.S.R. –  Filiala Cluj
12. A.N.S.R. –  Filiala Constanța
13. A.N.S.R. –  Filiala Craiova
14. A.N.S.R. –  Filiala Focșani
15. A.N.S.R. –  Filiala Galați
16. A.N.S.R. –  Filiala Harghita
17. A.N.S.R. –  Filiala Hunedoara
18. A.N.S.R. –  Filiala Ialomița
19. A.N.S.R. –  Filiala Iași
20. A.N.S.R. –  Filiala Maramureș
21. A.N.S.R. –  Filiala Neamț
22. A.N.S.R. –  Filiala Argeș
23. A.N.S.R. –  Filiala Prahova
24. A.N.S.R. –  Filiala Reșița
25. A.N.S.R. –  Filiala Satu Mare
26. A.N.S.R. –  Filiala Sibiu
27. A.N.S.R. –  Filiala Slatina
28. A.N.S.R. –  Filiala Suceava
29. A.N.S.R. –  Filiala Târgoviște
30. A.N.S.R. –  Filiala Mureș
31. A.N.S.R. –  Filiala Târgu Jiu
32. A.N.S.R. –  Filiala Tineret
33. A.N.S.R. –  Filiala Timișoara
34. A.N.S.R. –  Filiala Turnu Severin
35. A.N.S.R. –  Filiala Tulcea
36. A.N.S.R. –  Filiala Vâlcea
37. A.N.S.R. –  Filiala Zalău

### Sucursale
1. Sucursala Aiud – în subordinea filialei Alba
2. Sucursala Onești – în subordinea filialei Bacău
3. Sucursala Comănești –în subordinea Filialei Bacău
4. Sucursala Turda – în subordinea filialei Cluj
5. Sucursala Dej – în subordinea filialei Cluj
6. Sucursala Odorheiu Secuiesc – în subordinea filialei Harghita
7. Sucursala Sighetul Marmației – în subordinea filialei Maramureș
8. Sucursala Sighișoara – în subordinea filialei Mureș
9. Sucursala Roman – în subordinea filialei Neamț
10. Sucursala Tg. Neamț – în subordinea filialei Neamț
11. Sucursala Bicaz – în subordinea filialei Neamț
12. Sucursala Fălticeni – în subordinea filialei Suceava
13. Sucursala Rădăuți – în subordinea filialei Suceava